# Tropidia
Tropidia es un género de orquídeas perteneciente a la subfamilia Epidendroideae dentro de la familia Orchidaceae. Tiene 45 especies.
Se distribuye por el sudeste de Asia, desde China, Japón hasta Indonesia.

## Especies seleccionadas
- Tropidia acuminata  Schltr. (1911)
- Tropidia angulosa  (Lindl.) Blume (1859)
- Tropidia bambusifolia  (Thwaites) Trimen (1885)
- Tropidia connata  J.J.Wood & A.L.Lamb (1994)
- Tropidia corymbioides  Schltr. (1919)
- Tropidia curculigoides  Lindl. (1840) - Typus Species -
- Tropidia disticha  Schltr. (1905)
- Tropidia effusa  Rchb.f. (1868)
- Tropidia emeishanica  K.Y.Lang (1982)
- Tropidia gracilis  Schltr. (1905)
- Tropidia janowskyi  J.J.Sm. (1915)
- Tropidia mindanaensis  Ames (1912)
- Tropidia mindorensis  Ames (1907)
- Tropidia multiflora  J.J.Sm. (1945)
- Tropidia multinervis  Schltr. (1911)
- Tropidia nanhuae  W.M.Lin (2006)
- Tropidia nipponica  Masam. (1929)
- Tropidia pedunculata  Blume (1859)
- Tropidia polystachya  (Sw.) Ames (1908)
- Tropidia ramosa  J.J.Sm. (1908)
- Tropidia reichenbachiana  Kraenzl. (1886)
- Tropidia robinsonii  Ames (1923)
- Tropidia saprophytica  J.J.Sm. (1927)
- Tropidia schlechteriana  J.J.Sm. (1908)
- Tropidia septemnervis  (Schauer) Rchb.f. (1852)
- Tropidia similis  Schltr. (1911)
- Tropidia somae  Hayata (1916)
- Tropidia territorialis  D.L.Jones & M.A.Clem. (2004)
- Tropidia triloba  J.J.Sm. (1908)
- Tropidia viridifusca  Kraenzl. (1929)